# Knut Helle
Knut Helle (19 de dezembro de 1930 a 27 de junho de 2015) foi um historiador norueguês. Professor da Universidade de Bergen, de 1973 a 2000, especializou-se na história da Noruega durante a Baixa Idade Média. Ele contribuiu para várias grandes obras.

## Início da vida, educação e casamento
Nasceu em Larvik como filho do inspetor da escola Hermann Olai Helle (1893-1973) e professor Berta Marie Malm (1906-1991). Ele era o irmão mais velho do político Ingvar Lars Helle. A família mudou-se para Hetland quando Knut Helle tinha dezessete anos de idade.
Ele fez o exame em Stavanger em 1949, e a formação de professores em Kristiansand em 1952. Ele estudou filologia em Oslo e Bergen e se formou no cand.philol. em 1957. Seu artigo Omkring Bǫglungasǫgur, sobre as sagas de Bagler, foi impresso em 1959. Em dezembro de 1957, ele se casou com Karen Blauuw, que mais tarde se tornaria professora. O casamento de Helle com Blauuw foi dissolvido em 1985. Em outubro de 1987, Helle casou-se com o diretor do museu e professor de arqueologia medieval Ingvild Øye. Eles residem em Bergen.

## Carreira
Helle foi pesquisador na Universidade de Bergen, de 1958 a 1963, com o último ano passado na Universidade de Oxford. Ele foi contratado como professor de história na Universidade de Bergen em 1963 e promovido a professor em 1973. Ele se especializou na história da Noruega na Baixa Idade Média, e seu primeiro trabalho importante foi Norge blir en stat 1130–1319, publicado em 1964 e cobrindo a história geral da Noruega de 1130 a 1319. Seu principal trabalho foi Konge og gode menn i norsk riksstyring ca. 1150–1319, publicado em 1972. Na historiografia, ele é conhecido por chegar a conclusões diferentes das que importantes historiadores noruegueses da década de 1930, como Edvard Bull, Sr. e Andreas Holmsen.
Helle também deixou sua marca ao contribuir para obras históricas maiores. Em 1982, ele publicou Kongssete og kjøpstad. Fra opphavet til 1536, volume um de Bergen bys historie, a história de Bergen. Ele esteve envolvido no trabalho editorial de Aschehougs verdenshistorie e Aschehougs norgeshistorie, trabalhos gerais sobre história global e norueguesa da editora Aschehoug. Na série anterior, ele publicou o volume cinco — Nomadefolk og høykultur 1000-1300 — em 1984 e, na última série, publicou o volume três — Under kirke og kongemakt 1130–1350 — em 1995. Ele também foi membro do comitê editorial da Oslo bys historie e da Norsk utviklingshjelps historie, e liderou o comitê editorial do Norsk biografisk leksikon, que foi publicado em dez volumes entre 1999 e 2005. Em 2006, Helle publicou a Norsk byhistorie: urbanisering gjennom 1300 år, juntamente com Finn-Einar Eliassen, Jan Eivind Myhre e Ola Svein Stugu.
Helle foi vice-reitor da Faculdade de Ciências Humanas da Universidade de Bergen de 1978 a 1980 e presidente do Chr. Michelsen Institute de 1992 a 2001. Ele é membro da Academia Norueguesa de Ciências e Letras e da Sociedade Real Norueguesa de Ciências e Letras. Ele se aposentou de seu cargo de professor em 2000. De 1975 a 1984, ele presidiu a Associação Histórica da Noruega.